# Igor Arsenijević
Igor Arsenijević (Serbian Cyrillic: Игор Арсенијевић; sinh ngày 29 tháng 5 năm 1986 ở Belgrade) là một tiền vệ bóng đá người Serbia vừa ký hợp đồng cùng với Landskrona BoIS năm 2018.